# Mattias Jonson
Mattias Jonson, oftast kallad Jonson, född 16 januari 1974 i Kumla, är en svensk före detta fotbollsspelare, och landslagsspelare för Sverige. Jonson var anfallare, som även spelade som offensiv yttermittfältare.
Jonson spelade 57 landskamper och gjorde 9 mål i landslaget, och avslutade sin karriär i Djurgårdens IF.

## Karriär i klubblag
Mattias Jonson inledde karriären i IFK Kumla och Örebroklubben Karlslunds IF. Vid 15 års ålder hamnade Jonson i Örebro SK. Succén i Örebros ungdomslag tog honom upp i A-truppen 1993, 19 år gammal. Andra säsongen i Örebro SK gjorde han 14 mål på de sista 19 omgångarna, när laget blev tvåa i allsvenskan 1994. Sista säsongen med Örebro SK stod Jonson för 9 mål på 20 matcher när laget slutade femma. 
1996 gick Jonson till Helsingborgs IF. Den första tiden spelade han med småskador, men under den andra säsongen i Skåneklubben gjorde han 11 mål på 19 matcher och blev dessutom vald till Årets Spelare i Helsingborgs IF. Under nya tränaren Åge Hareide växte Mattias Jonson som spelare och fick sin plats till vänster i tremannaanfallet, men spelade också på mittfältet. 1998 slutade laget på en andraplats i allsvenskan, men säsongen därefter blev Helsingborgs IF svenska mästare 1999. 
I november samma år följde Jonson med tränaren Hareide till danska Brøndby IF. Men efter en lång säsong i allsvenskan hade Jonson svårt att ladda om, och våren 2000 och hösten därefter blev en sämre period för Jonson. Däremot blev Jonson populär hos supportrarna och fick en egen fanclub - Mattias Jonson Hardcore Fanclub, och på 29 matcher under säsongen 2000/2001 tangerade Jonson sitt målrekord från Örebro SK med 14 mål, och säsongen efter 2001/2002 hjälpte han Brøndby IF till sin första titel på fem år. Jonson blev den första svensk som blivit invald i Brøndby IF:s Wall of Honour. 
I augusti 2004 blev han klubbkamrat med Mathias Svensson i Premier Leauge-nykomlingarna Norwich City. Jonson debuterade mot Crystal Palace den 14 augusti 2004 och spelade 19 ligamatcher från start men gjorde inga mål. Norwich City slutade näst sist i Premier League. 
Jonson valde sedan att flytta hem till Sverige, och ett kontrakt skrevs med Djurgårdens IF under sommaren 2005 till 31 december 2008. Kontraktet förlängdes den 8 april 2008 med en säsong till och med 2009. Den 11 november 2009 blev det officiellt att ett kontrakt för säsongen 2010 hade skrivits under, endast några dagar senare nickade Jonson in det avgörande målet i förlängningen i allsvenska kvalet mot Assyriska FF vilket innebar fortsatt allsvenskt spel för Djurgården. Jonson blev senare under säsongen 2010 återigen skadad, och det såg länge ut som säsongen skulle bli Jonsons sista. Efter en skadefri höst och mycket spel, förlängdes kontraktet 2 oktober ett år till 2011. Jonson avslutade sin spelarkarriär den 23 oktober 2011, i Djurgårdens sista allsvenska match 2011 mot Gefle IF.
- Blev Årets Järnkamin 2011 av Djurgårdens supportergrupp Järnkaminerna.

## Landslagskarriär
Jonson debuterade i A-landslaget den 22 februari 1996 i Hong Kong mot Japan. 10 september 1997 ersatte han Kennet Andersson och gjorde det avgörande segermålet i VM-kvalmatchen mot Lettland i 88:e minuten. Konkurrensen i landslaget var hård och Jonson petades från truppen till EM 2000 till förmån för Marcus Allbäck. 
Jonson kom sedan med i truppen till VM 2002, där det blev två inhopp. I VM-debuten i den sista gruppspelsmatchen mot Argentina, ersatte han Anders Svensson, men i slutminuterna orsakade Jonson en straffspark, när han fällde Ariel Ortega, som ledde till Argentinas kvittering i matchen. Sverige blev ändå gruppetta, och avancerade sig till åttondelsfinal mot Senegal, där Jonson ersatte Magnus Svensson i förlängningen.
I det följande EM-kvalet fick Jonson mer speltid och gjorde ett hattrick i EM-kvalmatchen mot San Marino den 7 juni 2003. I EM 2004 ersatte han Christian Wilhelmsson i den andra gruppspelsmatchen mot Italien, och startade sedan den tredje gruppspelsmatchen mot Danmark där Jonson gjorde 2–2-målet i 89:e minuten som förde Sverige vidare från gruppspelet. Jonson startade sedan kvartsfinalen mot Nederländerna.
Jonson gjorde sitt sista nionde mål i landslaget i 6-0 vinsten i VM-kvalmatchen mot Malta på Ullevi. I VM 2006 ersatte han Wilhelmsson i de två första gruppspelsmatcherna mot Trinidad och Tobago och Paraguay. Jonson startade den tredje gruppspelsmatchen mot England, och startade även åttondelsfinalen mot Tyskland den 24 juni 2006. Det blev Jonsons 57:e och sista landskamp.   
Den 8 augusti 2006 meddelade Jonson att karriären i A-landslaget var över.

## Meriter
- Allsvenskt guld 2 gånger (1999 med Helsingborgs IF och 2005 med Djurgårdens IF)
- Svenska Cupen-seger 2005 med Djurgårdens IF
- A-landslagsman för Sverige (1996–2006)
  - VM 2002, VM 2006
  - EM 2004
- Dansk mästare 2002 (Brøndby IF)
- Dansk Landspokalvinder 2003 (Bröndby IF)
- Den förste svensken på Brøndby IF:s Wall of Honour[18]

## Statistik
| Klubb           | Säsong         | Liga           | Liga    | Liga | Liga   | Europaspel | Europaspel | Europaspel | Totalt  | Totalt | Totalt |
| Klubb           | Säsong         | Division       | Matcher | Mål  | Assist | Matcher    | Mål        | Assist     | Matcher | Mål    | Assist |
| --------------- | -------------- | -------------- | ------- | ---- | ------ | ---------- | ---------- | ---------- | ------- | ------ | ------ |
| Örebro SK       | 1993           | Allsvenskan    | 15      | 2    | ?      | —          | —          | —          | 15      | 2      | 0      |
| Örebro SK       | 1994           | Allsvenskan    | 26      | 14   | ?      | —          | —          | —          | 26      | 14     | 0      |
| Örebro SK       | 1995           | Allsvenskan    | 21      | 9    | ?      | 2          | 0          | 0          | 23      | 9      | 0      |
| Örebro SK       | Totalt         | Totalt         | 62      | 25   | 0      | 2          | 0          | 0          | 64      | 25     | 0      |
| Helsingborg IF  | 1996           | Allsvenskan    | 26      | 3    | 3      | 8          | 3          | 0          | 34      | 6      | 3      |
| Helsingborg IF  | 1997           | Allsvenskan    | 19      | 11   | ?      | 2          | 0          | 0          | 21      | 11     | 0      |
| Helsingborg IF  | 1998           | Allsvenskan    | 20      | 4    | ?      | 2          | 0          | 0          | 22      | 4      | 0      |
| Helsingborg IF  | 1999           | Allsvenskan    | 24      | 5    | ?      | 5          | 3          | 0          | 29      | 8      | 0      |
| Helsingborg IF  | Totalt         | Totalt         | 89      | 23   | 3      | 17         | 6          | 0          | 106     | 29     | 3      |
| Bröndby IF      | 1999/00        | Superligaen    | 15      | 2    | 0      | —          | —          | —          | 15      | 2      | 0      |
| Bröndby IF      | 2000/01        | Superligaen    | 29      | 14   | 8      | 5          | 1          | 0          | 34      | 15     | 8      |
| Bröndby IF      | 2001/02        | Superligaen    | 30      | 7    | 7      | 7          | 4          | 0          | 37      | 11     | 7      |
| Bröndby IF      | 2002/03        | Superligaen    | 29      | 12   | 3      | 6          | 1          | 0          | 35      | 13     | 3      |
| Bröndby IF      | 2003/04        | Superligaen    | 26      | 6    | 7      | 8          | 3          | 2          | 34      | 9      | 9      |
| Bröndby IF      | 2004/05        | Superligaen    | 2       | 0    | 1      | 0          | 0          | 0          | 2       | 0      | 1      |
| Bröndby IF      | Totalt         | Totalt         | 131     | 41   | 26     | 26         | 9          | 2          | 157     | 50     | 28     |
| Norwich City FC | 2004/05        | Premier League | 28      | 0    | 2      | —          | —          | —          | 28      | 0      | 2      |
| Norwich City FC | Totalt         | Totalt         | 28      | 0    | 2      | —          | —          | —          | 28      | 0      | 2      |
| Djurgårdens IF  | 2005           | Allsvenskan    | 10      | 4    | 3      | 2          | 0          | 0          | 12      | 4      | 3      |
| Djurgårdens IF  | 2006           | Allsvenskan    | 21      | 6    | 4      | 2          | 0          | 0          | 23      | 6      | 4      |
| Djurgårdens IF  | 2007           | Allsvenskan    | 16      | 5    | 5      | —          | —          | —          | 16      | 5      | 5      |
| Djurgårdens IF  | 2008           | Allsvenskan    | 13      | 2    | 0      | 0          | 0          | 0          | 13      | 2      | 0      |
| Djurgårdens IF  | 2009           | Allsvenskan    | 8       | 1    | 1      | —          | —          | —          | 8       | 1      | 1      |
| Djurgårdens IF  | 2010           | Allsvenskan    | 14      | 2    | 1      | —          | —          | —          | 14      | 2      | 1      |
| Djurgårdens IF  | 2011           | Allsvenskan    | 22      | 2    | 3      | —          | —          | —          | 22      | 2      | 3      |
| Djurgårdens IF  | Totalt         | Totalt         | 104     | 22   | 17     | 4          | 0          | 0          | 108     | 22     | 17     |
| Hela karriären  | Hela karriären | Hela karriären | 414     | 111  | 48     | 49         | 15         | 2          | 463     | 126    | 50     |

### A-landskamper
|         | Säsong | Matcher | Mål | Källa  |
| ------- | ------ | ------- | --- | ------ |
| Sverige | 1996   | 2       | 0   |        |
| Sverige | 1997   | 3       | 1   |        |
| Sverige | 1998   | 2       | 0   |        |
| Sverige | 1999   | 4       | 0   |        |
| Sverige | 2000   | 6       | 0   | [ 19 ] |
| Sverige | 2001   | 5       | 1   | [ 20 ] |
| Sverige | 2002   | 6       | 0   | [ 21 ] |
| Sverige | 2003   | 8       | 4   | [ 22 ] |
| Sverige | 2004   | 8       | 2   | [ 23 ] |
| Sverige | 2005   | 5       | 1   | [ 24 ] |
| Sverige | 2006   | 8       | 0   | [ 25 ] |
|         | Totalt | 57      | 9   | [ 25 ] |

## Studier
Jonsson studerade vid IFL vid Handelshögskolan i Stockholm under 2011 tillsammans med Peter Forsberg, Christina Bengtsson och Magdalena Forsberg.